# Кавуновий стереотип

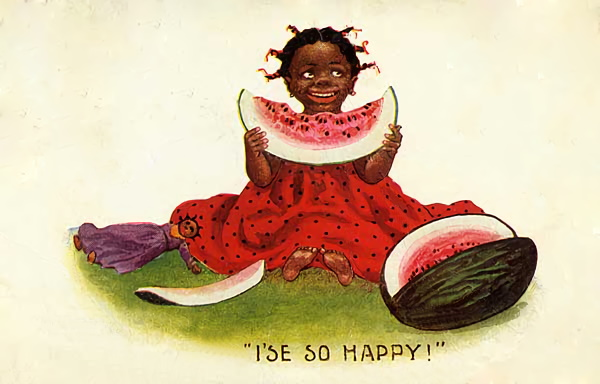
Расистська листівка 1909 року.

Кавуновий стереотип — стереотип, що існував серед американців європейського походження про нібито підвищену любов афроамериканців до кавунів. Сягає часів рабства в США, і в расистських колах культивується досі.

## Історія
«Кавуновий стереотип» вважається досить характерним проявом расизму у США. При цьому фактично він не відповідає істині й багаторазово спростовувався. Наприклад, дослідження 1994—1996 років показало, що афроамериканці, які на той момент становили 12,5 % населення країни, споживали лише 11,5 % загального споживання кавунів у США.
Хоча походження цього стереотипу неможливо визначити з упевненістю, ймовірно, він перегукується з часами рабства. Культивування кавунів було популярним бізнесом серед афроамериканців, що отримали свободу наприкінці XIX століття. З іншого боку, прибічники рабства часто використовували кавун як алегорію, описуючи афроамериканців як «простих людей, які щасливі, коли ви іноді кидаєте їм кавун і даєте їм трохи відпочити». Протягом кількох десятиліть наприкінці XIX і на початку XX століття цей стереотип мав широку популярність у карикатурах, скульптурі та музиці, навіть слугував декоративним мотивом для упакування товарів, призначених для повсякденного використання.